# Felimida regalis
Felimida regalis is een slakkensoort uit de familie van de Chromodorididae. De wetenschappelijke naam van de soort is voor het eerst geldig gepubliceerd in 2001 door Ortea, Caballer & Moro.